# Crespi d’Adda
Crespi d’Adda egy munkásfalu Olaszországban, melyet a 19. században alapítottak. A terület Capriate San Gervasio településhez, Bergamo megyéhez, (Lombardia) tartozik. 1995 óta az UNESCO világörökség listáján szerepel.
A falu minden bizonnyal a legérdekesebb példája a munkásfalvak olaszországi megjelenésének. A hely eredeti, szinte tökéletes állapotban maradt fenn. 
A gyárat és a falut a 19. század végén – az olaszországi ipari forradalom kezdete idején – építette a Crespi család, akik eredetileg gyapot-pamut manufaktúrákat vezettek. A felvilágosult tőkés vállalkozók a kor szociális doktrínáinak, szociológiai áramlatainak köszönhetően munkásaiknak olyan életkörülményeket kívántak biztosítani, mellyel megóvják alkalmazottaik egészségét, biztosítják megélhetésüket, segítik családtagjaikat. A Crespi család a munkásoknak nemcsak házakat, lakásokat építtetett, hanem templomot, iskolát, kórházat, közösségi házat, színházat, közfürdőt is. A munkás-települést 1878-ban alapították az Adda folyó partján Lombardiában, a gyár tulajdonosainak paternalista gondoskodása munkásaik fölött a nagy gazdasági világválság idejéig tartott, a munkásvárosban végig a Crespi társaság oltalma, gondoskodása alatt éltek az iparosok és családtagjaik. 
Napjainkban a faluban nagyrészt az egykori munkások leszármazottai élnek, a gyár 2004-ig továbbra is üzemelt, és továbbra is pamut-textil termékeket állított elő.